# Aberto de São Paulo 2014
L'Aberto de São Paulo 2014 è stato un torneo di tennis facente parte della categoria ATP Challenger Tour nell'ambito dell'ATP Challenger Tour 2014. È stata la 14ª edizione del torneo che si è giocato a San Paolo in Brasile dal 30 dicembre 2013 al 5 gennaio 2014 su campi in cemento e aveva un montepremi di $125,000+H.

## Partecipanti singolare

### Teste di serie
| Nazionalità     | Giocatore              | Ranking* | Testa di serie |
| --------------- | ---------------------- | -------- | -------------- |
| Argentina       | Horacio Zeballos       | 56       | 1              |
| Colombia        | Alejandro González     | 91       | 2              |
| Argentina       | Guido Pella            | 118      | 3              |
| Argentina       | Facundo Bagnis         | 123      | 4              |
| Argentina       | Facundo Argüello       | 124      | 5              |
| Argentina       | Martín Alund           | 133      | 6              |
| Brasile         | João Souza             | 140      | 7              |
| Rep. Dominicana | Víctor Estrella Burgos | 144      | 8              |

- Ranking al 23 dicembre 2013.

### Altri partecipanti
Giocatori che hanno ricevuto una wild card:
- Rafael Camilo
- Osni Junior
- José Pereira
- Bruno Sant'anna

Giocatori che sono passati dalle qualificazioni:
- Moritz Buerchner
- Henrique Cunha
- Marcelo Demoliner
- Fabiano de Paula

Giocatori che hanno ricevuto un entry con un protected ranking:
- Daniel Kosakowski
- Eduardo Schwank

## Vincitori

### Singolare
João Souza ha battuto in finale  Alejandro González con il punteggio di 6–4, 6–4

### Doppio
Gero Kretschmer /  Alexander Satschko hanno battuto in finale  Nicolás Barrientos /  Víctor Estrella Burgos 4–6, 7–5, [10–6]